# Calytrix surdiviperana
Calytrix surdiviperana är en myrtenväxtart som beskrevs av Lyndley Alan Craven. Calytrix surdiviperana ingår i släktet Calytrix och familjen myrtenväxter. Inga underarter finns listade i Catalogue of Life.